# Henrietta O'Beck
Henrietta O'Beck (1907) è stata un'attrice statunitense, attiva come attrice bambina nel cinema muto dal 1912 al 1915 (tra i 5 e gli 8 anni d'età).

## Biografia
Nata nel 1907, Henrietta O'Beck fu tra gli attori bambini che lavorarono per la Lubin Manufacturing Company di Filadelfia. Ne divenne una degli interpreti principali, prendendo parte a ben 11 pellicole nel giro di pochi anni, tra il 1912 e il 1915. Nella serie Buster Films lavorò insieme a Brooks McCloskey come "spalla" del protagonista Buster Johnson, allora l'attore bambino di punta della Compagnia,  ma le furono affidate anche parti di rilievo in altre pellicole.
Le difficoltà economiche, attraversate dalla Compagnia in seguito all'incendio dei propri magazzini nel 1914, portarono al progressivo smantellamento del gruppo di attori bambini della compagnia. A Henrietta sarà data solo un'ultima occasione di recitare nel film Her Martyrdom (1915), prima del fallimento della Compagnia.
L'intera sua vita si svolgerà lontana dal mondo dello spettacolo.

## Filmografia
- Just Pretending (1912)
- Buster Films, serial cinematografico, regia di Charles H. France (1912)

1. Buster's Dream (1912)
2. Buster in Nodland (1912)
3. Buster and the Pirates (1912)
4. Buster and the Gypsies (1912)
5. Buster and the Cannibal's Child (1912)

- Madeleine's Christmas, regia di Joseph W. Smiley (1912)
- A Father's Love (1913)
- The Angel of the Slums, regia di Lloyd B. Carleton (1913)
- Over the Crib (1913)
- Her Martyrdom, regia di Arthur V. Johnson - cortometraggio (1915)